# 首都圏新都市鉄道
首都圏新都市鉄道株式会社（しゅとけんしんとしてつどう、英: Metropolitan Intercity Railway Company、略称：MIR）は、つくばエクスプレス（TX）を運営している日本の鉄道事業者である。第三セクター企業としてTX沿線の地方自治体、民間企業の合計188法人が出資している。

## 概要
つくばエクスプレス（TX）として2005年（平成17年）8月24日に開業することになる「常磐新線」の建設を目的に1991年（平成3年）3月15日に設立された。資本金は1850億1630万円で、この金額は2500億円の大阪市高速電気軌道 (Osaka Metro)、2000億円の東日本旅客鉄道（JR東日本）に次いで日本の鉄道を本業とする会社では3位である。株主は、TXが通る東京都、埼玉県、千葉県、茨城県と沿線区・市が89パーセントを占め、代表取締役など役員は国土交通省や都県庁出身の官僚が占めているなど、公的機関主導の第三セクターである。会社創立当時から日本民営鉄道協会や第三セクター等鉄道協議会などの業界団体には加盟していない。
北総鉄道、東葉高速鉄道や埼玉高速鉄道のようなニュータウン開発型第三セクター鉄道が建設費の利子負担と返済に苦しんだことを教訓として、建設費の大部分を無利子で調達していることが特徴である。建設費の圧縮、ATOやワンマン運転の採用により、経費節減を行っている。
TXの総延長は58.3 kmで、その運賃は片道170円から1210円（現金の場合）であり、4 - 30 km程度の近距離では割高だが、50 km程度ではJR幹線の運賃水準と大差ない。全線運賃は既存高速バスに合わせて設定され、1 - 3 km区間も東京の地下鉄並みとするなど割高感を抑えている。
高速運転を実施したことで既存交通機関からの移乗を促し、輸送実績は上昇傾向にある。宅鉄法による強制的な沿線開発事業との連動性も強い。
2008年度は約18億円の最終赤字だが約4億円の営業黒字、2009年度は約1500万円の最終黒字、2010年度は約21億円の最終黒字をそれぞれ計上している。
社員は未経験者を多く採用しているが、現場の人手不足や退職者の多さが2014年の第186回国会で取り上げられている。
また、創立当時より社内労働組合が存在しない。

## シンボルマーク
首都圏新都市鉄道およびつくばエクスプレスのロゴマークである「TX」は、「Tsukuba Express」から来ている。
- 「T」と「X」が弧を描き、交わることによりスピード感や活力を表現している。
- 2つの弧は、沿線住民や利用者にとっての「夢の架け橋」的存在となることを象徴している。

デザインは東京電力やアサヒビールなどのデザイン開発を行った永井一正によるものである。
なお、つくばエクスプレスのシンボルマークが制定されるまでは、略称の「MIR」を図案化したロゴマークを使用していた。

## イメージキャラクター
スピーフィ
一般公募の中から2005年（平成17年）2月5日に「スピーフィ」という名前に決定された。「スピーディ」で「ナイス・フィーリング」なイメージであるのが名前の由来である。
ユニール
2025年（令和7年）に開業20周年を迎えることを機に、同年1月にユニコーンがモチーフの新マスコットキャラクターが発表された。名前は同年3月10日から4月6日まで行われたネーミング投票企画で「ユニール」に決定した。「ユニコーン」と鉄道の「レール」を合わせたもので、ユニール「unir」はスペイン語やフランス語で「団結する、結びつける、つなげる」等の意味を持っていることが名前の由来としている。

## 営業状況の推移
| 年度 | 回次   | 決算年月  | 営業収益   | 営業損益   | 経常損益    | 当期純損益  |
| ---- | ------ | --------- | ---------- | ---------- | ----------- | ----------- |
| 2004 | 第15期 | 2005年3月 | －         | n.a.       | ▲ 10.18億円 | ▲ 9.49億円  |
| 2005 | 第16期 | 2006年3月 | 140.40億円 | n.a.       | ▲ 52.64億円 | ▲ 49.64億円 |
| 2006 | 第17期 | 2007年3月 | 267.74億円 | n.a.       | ▲ 47.20億円 | ▲ 37.60億円 |
| 2007 | 第18期 | 2008年3月 | 307.28億円 | ▲ 0.56億円 | ▲ 19.01億円 | ▲ 19.53億円 |
| 2008 | 第19期 | 2009年3月 | 333.77億円 | 4.31億円   | ▲ 13.63億円 | ▲ 18.91億円 |
| 2009 | 第20期 | 2010年3月 | 342.48億円 | 16.78億円  | 0.30億円    | ▲ 0.15億円  |
| 2010 | 第21期 | 2011年3月 | 353.98億円 | 29.66億円  | 26.29億円   | 21.41億円   |
| 2011 | 第22期 | 2012年3月 | 360.75億円 | 26.95億円  | 21.83億円   | 25.30億円   |
| 2012 | 第23期 | 2013年3月 | 379.01億円 | 37.36億円  | 29.76億円   | 30.93億円   |
| 2013 | 第24期 | 2014年3月 | 398.94億円 | 48.45億円  | 37.11億円   | 35.19億円   |
| 2014 | 第25期 | 2015年3月 | 404.61億円 | 56.08億円  | 42.66億円   | 34.97億円   |
| 2015 | 第26期 | 2016年3月 | 420.11億円 | 66.74億円  | 51.32億円   | 37.94億円   |
| 2016 | 第27期 | 2017年3月 | 432.75億円 | 66.95億円  | 50.11億円   | 37.00億円   |
| 2017 | 第28期 | 2018年3月 | 443.63億円 | 79.55億円  | 61.48億円   | 46.01億円   |
| 2018 | 第29期 | 2019年3月 | 463.40億円 | 80.33億円  | 60.87億円   | 40.86億円   |
| 2019 | 第30期 | 2020年3月 | 468.05億円 | 96.53億円  | 76.68億円   | 60.06億円   |
| 2020 | 第31期 | 2021年3月 | 313.16億円 | ▲58.51億円 | ▲79.01億円  | ▲79.64億円  |
| 2021 | 第32期 | 2022年3月 | 348.18億円 | ▲21.79億円 | ▲43.23億円  | ▲43.31億円  |
| 2022 | 第33期 | 2023年3月 | 408.68億円 | 42.65億円  | 19.59億円   | 21.41億円   |
| 2023 | 第34期 | 2024年3月 | 452.35億円 | 86.11億円  | 62.83億円   | 60.69億円   |

## 沿革

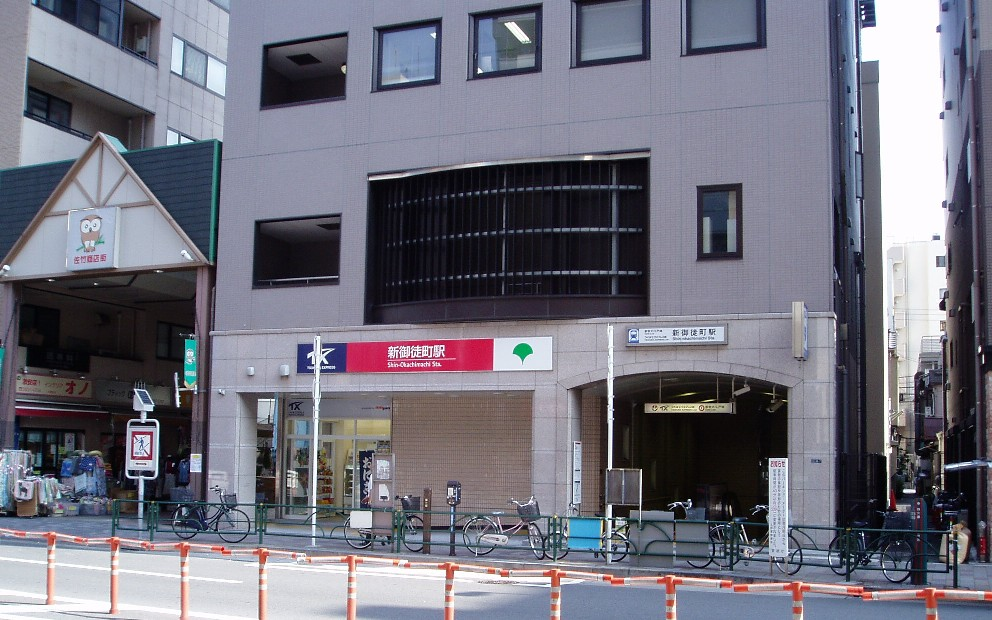
本店所在地（旧本社・新御徒町駅A2出口）

- 1991年（平成3年）3月15日：首都圏新都市鉄道株式会社が設立[1]。
- 1992年（平成4年）1月10日：第一種鉄道事業免許を取得[12]。
- 1995年（平成7年）1月：東京都台東区浅草橋五丁目に本社事務所を移転。
- 2000年（平成12年）1月：台東区元浅草二丁目に本社事務所を移転。
- 2004年（平成16年）12月：台東区台東四丁目に本社事務所を移転。
- 2005年（平成17年）8月24日：つくばエクスプレス（TX）を開業[4]。
- 2007年（平成19年）3月18日：PASMOを導入[13]。
- 2008年（平成20年）3月14日：パスネットの自動改札機での使用を終了。
- 2017年（平成29年）1月30日：本社事務所を千代田区神田練塀町に移転。ただし登記上の本店は変更なし。
- 2024年（令和6年）10月10日：産学官による「駅機能のあり方を考える勉強会」の第1回を開催[14]。

## 路線
- つくばエクスプレス（TX）：秋葉原駅 - つくば駅 58.3 km[4]

## 車両
車両は、直流電化区間である秋葉原駅 - 守谷駅間のみで使用されるTX-1000系と、交流電化区間である守谷駅 - つくば駅間を含む全線で使用されるTX-2000系およびTX-3000系があり、ダイヤによって使い分けている。
- TX-1000系：6両編成14本（第01編成 - 第14編成、計84両）・川崎重工業車両カンパニー製造
- TX-2000系：6両編成23本（第51編成 - 第73編成、計138両）・日立製作所製造
- TX-3000系：6両編成5本（第81編成 - 第85編成、計30両）・日立製作所製造[15][16][17]

TX-2000系は開業時に6両編成16本（第51編成 - 第66編成、96両）が在籍していた。2008年（平成20年）に6両編成4本（第67編成 - 第70編成、24両）、2012年（平成24年）に6両編成3本（第71編成 - 第73編成、18両）がそれぞれ追加導入された。（第71編成は2019年に発生した脱線事故により一部の車両が廃車）
TX-3000系は2020年3月に運行を開始した。30両（6両固定×5編成）が増備された。

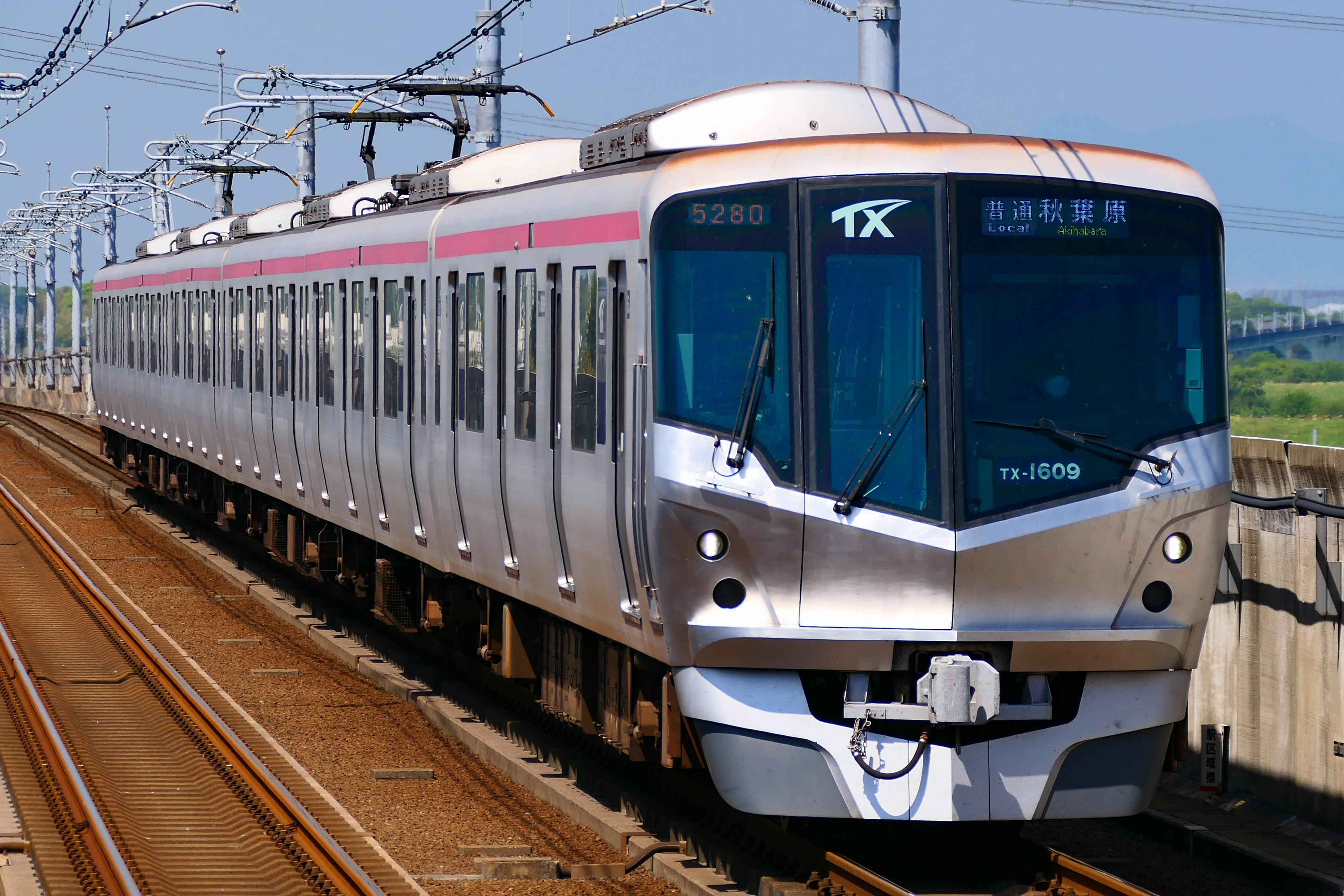
TX-1000系
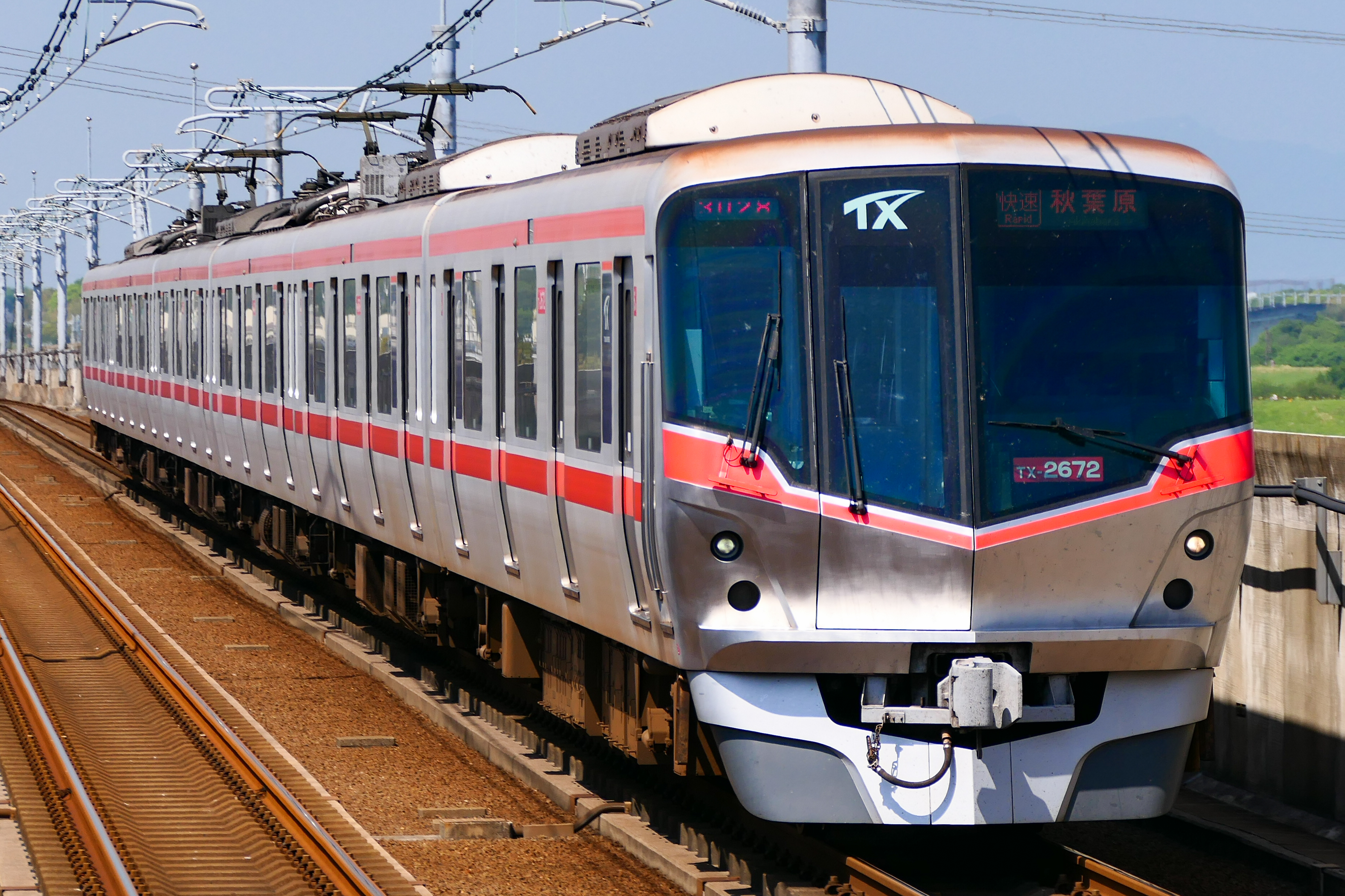
TX-2000系
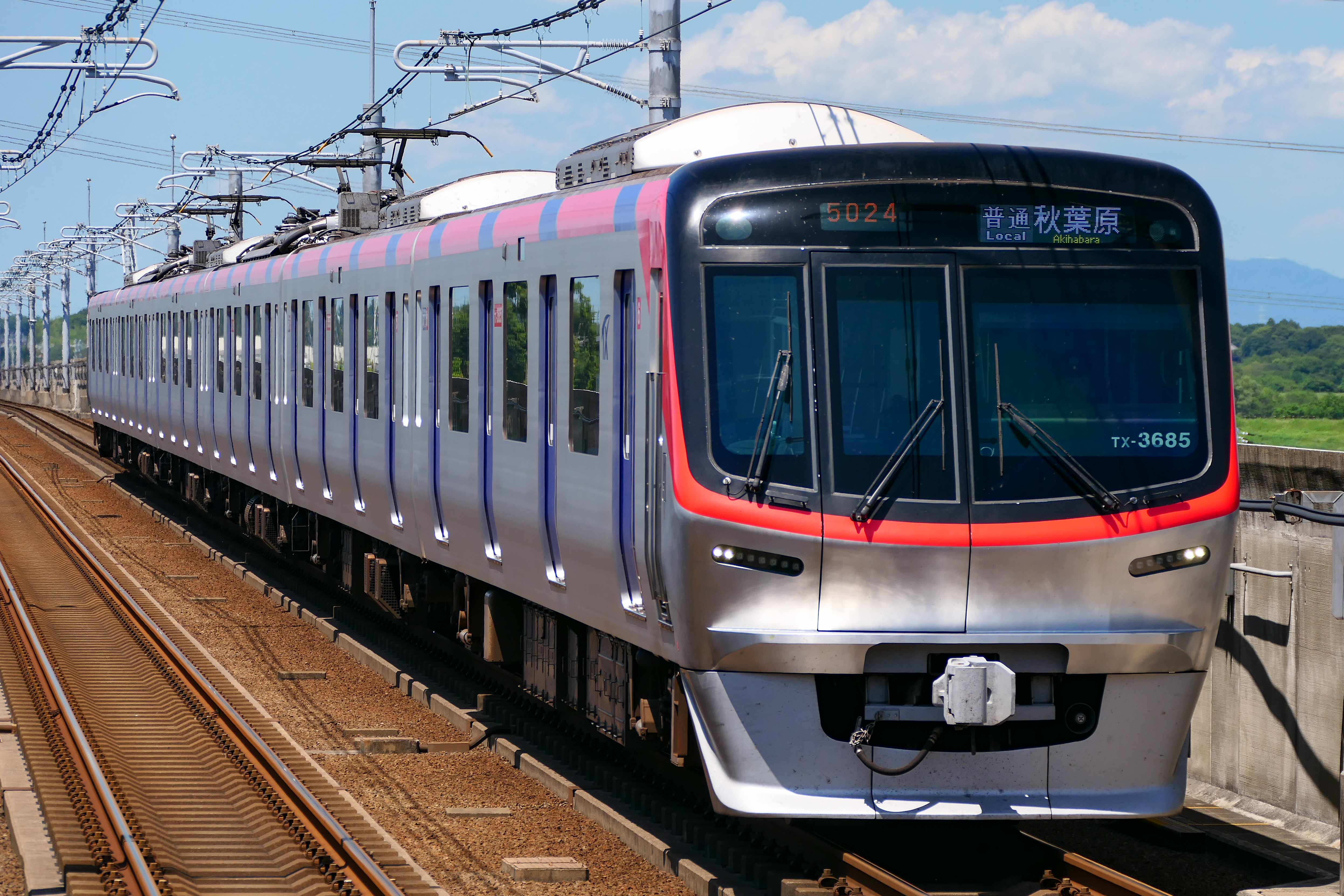
TX-3000系

### 車両番号の振り方
TX-○○○○
- 千の位 … 電気方式：1→直流用、2・3→交直両用
- 百の位 … 車両番号：つくば方から秋葉原方へ1から6（通称営団方式、号車番号と同じ）
- 十と一の位 … 編成番号：直流用車両のTX-1000系は01から14、交直両用車両ではTX-2000系は51から73、TX-3000系は81から85

将来に増結を予定している場合、事業者によってはあらかじめ空き番号を設ける場合があるが、TX-1000・2000系は百の位に欠番はない（東京急行電鉄の5050（東横）・5080（目黒）系と同じ）。

## 運賃

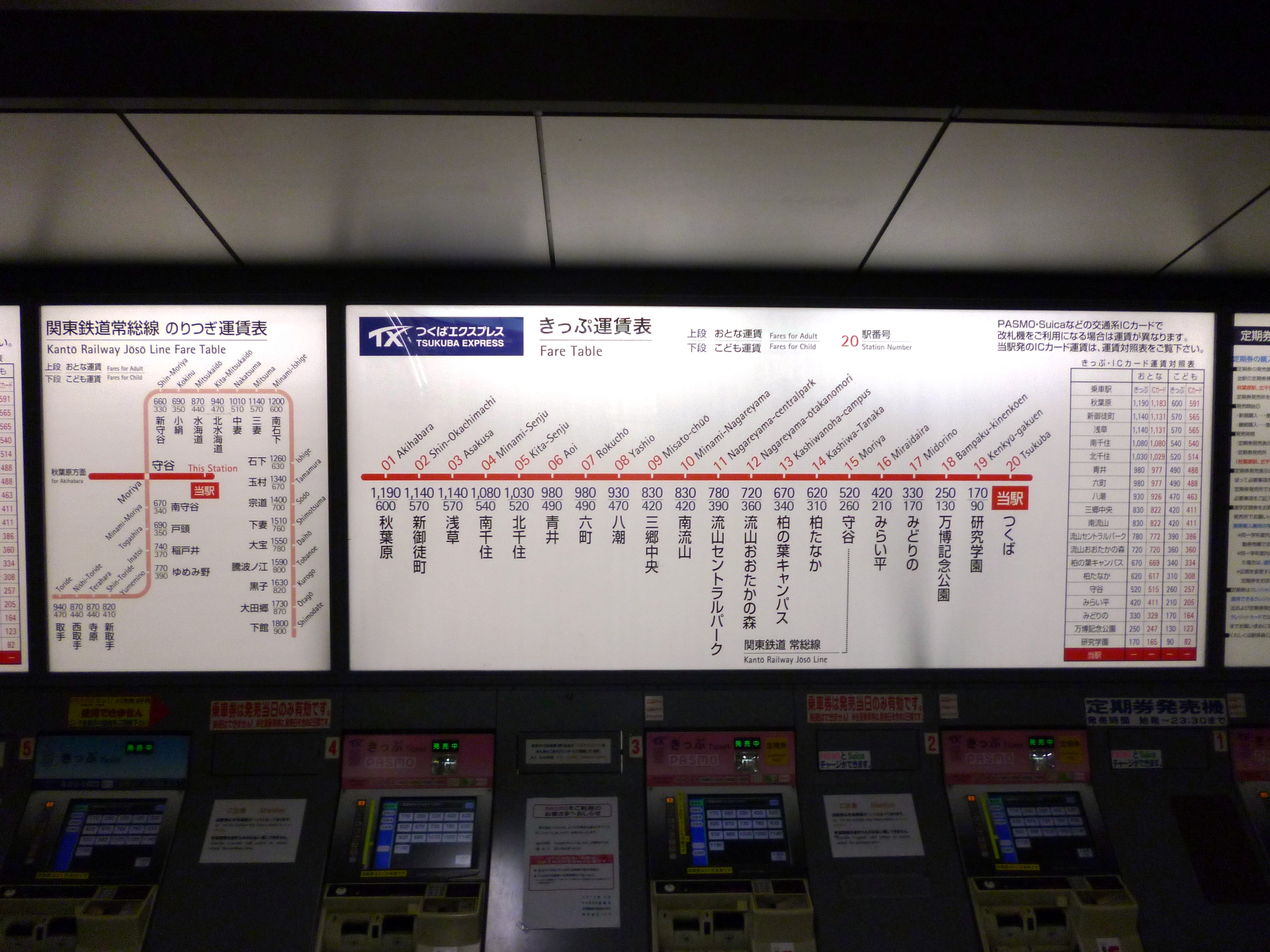
つくば駅の運賃表（2014年5月撮影）

大人普通旅客運賃（小児半額・IC運賃の場合は端数は1円単位で切り捨て、切符の場合は10円単位に切り上げ）。2019年（令和元年）10月1日改定。
| キロ程  | 運賃（円） | 運賃（円） | キロ程  | 運賃（円） | 運賃（円） |
| キロ程  | IC         | 切符       | キロ程  | IC         | 切符       |
| ------- | ---------- | ---------- | ------- | ---------- | ---------- |
| 1 - 3   | 168        | 170        | 28 - 30 | 682        | 690        |
| 4 - 5   | 210        | 210        | 31 - 33 | 733        | 740        |
| 6 - 7   | 251        | 260        | 34 - 36 | 786        | 790        |
| 8 - 9   | 293        | 300        | 37 - 39 | 838        | 840        |
| 10 - 11 | 335        | 340        | 40 - 42 | 891        | 900        |
| 12 - 13 | 377        | 380        | 43 - 45 | 943        | 950        |
| 14 - 15 | 419        | 420        | 46 - 48 | 995        | 1,000      |
| 16 - 18 | 471        | 480        | 49 - 51 | 1,048      | 1,050      |
| 19 - 21 | 524        | 530        | 52 - 54 | 1,100      | 1,100      |
| 22 - 24 | 576        | 580        | 55 - 57 | 1,152      | 1,160      |
| 25 - 27 | 629        | 630        | 58 - 59 | 1,205      | 1,210      |

開業時の運賃はJR本州3社（JR東日本・JR東海・JR西日本）の幹線の運賃水準を参考として、秋葉原駅 - つくば駅間は当時の高速バス運賃よりも若干安くなるように設定された。ただし、つくばエクスプレス開業と同時に高速バス「つくば号」の運賃も同額に値下げされた。2023年（令和5年）1月の高速バス運賃値上げの結果、現在はつくば号の方が高くなっている。

## 乗車券
普通乗車券（片道）、定期乗車券（通勤・通学）、団体乗車券（普通・学生）、障害者並びに小児用・通学用割引回数乗車券を取り扱うほか、各駅で入場券を発売している。定期券には磁気券とIC券の2種類ある。ICカードはPASMO・Suicaをはじめとした全国交通系ICカード10種類が利用可能で、全ての自動改札機が2枚投入に対応している。定期券購入にはクレジットカードも使える（VISA、Master、JCB、AMEX、DINERS、MUFGカード、DCカード、UFJカード、NICOS）。身体・知的・精神障害者割引制度もあり、手帳所持者は等級問わず単独利用でも普通運賃の半額の割引を受けられる（TX線内完結に限り距離制限はない）。パスネットの改札機での利用は、2008年（平成20年）3月14日をもって終了した。また、2023年（令和5年）12月30日をもって回数乗車券（障害者用・小児用・通学用を除く）・往復乗車券の発売が終了した。

### 連絡運輸
連絡乗車券を設定しているが、普通乗車券については接続鉄道事業者で唯一の株主である関東鉄道の常総線のみとなっている。各駅の切符売り場にはTX線内運賃の横に関東鉄道常総線の乗り継ぎ運賃が記されている。他の他社線については後述の企画乗車券を多数設けて対応している。
普通旅客
- 関東鉄道常総線（守谷駅接続）

定期旅客
- JR東日本線（首都圏定期券発売範囲）・東京地下鉄線・都営地下鉄線・東武鉄道線・関東鉄道常総線など。3社連絡あり。

### 企画乗車券

#### 常時発売
- TX&常総ライン往復きっぷ[25]
  - 当線の秋葉原駅・新御徒町駅・北千住駅 - 守谷駅間の往復乗車券と、関東鉄道常総線の守谷駅 - 石下駅・下妻駅・下館駅間の往復乗車券がセットになったもので、2005年（平成17年）9月から（新御徒町駅発は2014年4月1日から）守谷駅を除く前記6駅で発売している。なお、常総線発売分での着駅は秋葉原駅・北千住駅のみであり、新御徒町駅着の設定はない。
  - 有効期間：発売日から2日間
- TOKYO探索きっぷ[25]
  - 当線の往復乗車券と都営まるごときっぷがセットになったもので、2006年4月24日から発売している。当線では浅草駅と北千住駅（2014年4月1日から）に限り途中下車ができる[注釈 3]。新御徒町を除く各駅で発売。
- 筑波山きっぷ[25]
  - 当線の往復乗車券、筑波山シャトルバス往復乗車券（つくバス北部シャトルとの選択乗車可）、筑波山内一般路線バス（関鉄）、筑波観光鉄道のケーブルカー・ロープウェイ一日乗車券がセットになったもので、2006年（平成18年）4月1日から発売している。つくば駅を除く各駅で発売。
- TX東京メトロパス[25]
  - 青井駅 - つくば駅のいずれかを発駅とする往復乗車券と「東京メトロ一日乗車券」がセットになったもので、2008年（平成20年）7月1日から発売している。当線の秋葉原駅 - 北千住駅間と東京メトロ全線が乗降自由。青井駅 - つくば駅間の各駅で発売。
- TX&東京スカイツリー周辺散策フリーきっぷ[25]
  - 秋葉原・新御徒町発なら浅草駅まで、青井駅 - つくば駅発なら北千住駅までの往復乗車券と「東京スカイツリー周辺散策フリーきっぷ」「スカイツリーシャトル上野・浅草線一日フリー乗車券」がセットになったもので、東京スカイツリーが開業した2012年（平成24年）5月22日から発売している。当線の浅草駅 - 北千住駅間も乗り降り自由となっている。浅草駅・南千住駅・北千住駅を除く各駅で発売。

#### 毎年一定期間に発売
- TX!1日乗り放題きっぷ
  - 適用区間: 全線
  - 毎年夏休み・冬休み・春休み・ゴールデンウィーク期間に各駅で、埼玉県民の日（11月14日）に八潮駅・三郷中央駅で発売している。有効期間は発売当日限り。
  - 2006年（平成18年）12月22日から翌2007年（平成19年）1月8日に初めて発売された。この乗車券の発売に伴い、2007年（平成19年）より「新春一日乗車券」（後述）は発売されなくなった。また、「夏休み!1日乗り放題きっぷ」（後述）に代わり、2008年から夏休み期間も「TX!1日乗り放題きっぷ」の名称で発売されるようになった。

#### 発売終了分
- 開業記念一日乗車券
  - 適用区間: 全線
  - 開業前の2005年（平成17年）8月19日から8月21日に500円で発売。有効期間は8月29日から31日までの任意の1日のみ。合計3万枚を発売した。
- 新春一日乗車券
  - 適用区間: 全線
  - 2006年（平成18年）1月1日から3日まで各駅で発売。有効期間は発売当日限り。購入日当日に限り沿線の特定の店に提示すると様々な特典が受けられた。発売額は大人用が2,000円、小人用が1,000円。
- 夏休み!1日乗り放題きっぷ
  - 適用区間: 全線
  - 2006年（平成18年）7月15日から8月31日まで各駅で発売、有効期間は発売当日限り。この乗車券の発売に伴い「TXわくわく!スタンプラリー」が実施され、スタンプを集めた数により様々な景品が用意された。スタンプの数は全部で52個あり、全て集めた乗客のうち1名に実際の車両で使われたヘッドマークがプレゼントされた。発売額は大人2,300円、小児680円。2007年は後述の「開業2周年記念一日乗車券」が発売され、2008年からは夏季の一日乗車券も「TX!1日乗り放題きっぷ」の名称で発売されている。
- 開業2周年記念一日乗車券
  - 適用区間: 全線
  - 開業2周年となる2007年（平成19年）8月24日から9月2日まで発売された。発売額は大人用が2,000円、小人用が680円で、有効期間は発売期間内のうち1日に限り有効。先着4万枚については、特別デザインの券面を発売した。

### TXカード
パスネットに対応した鉄道乗車カード（磁気カード）である。開業と同時に発売を開始し、2008年（平成20年）1月に終売した。カードは5,000円、3,000円、1,000円の3種類があった。図柄は「パスネット」のみの表記となっており、「TXカード」の表記はされなかった。通常カードのほか記念カードがあり、通常カードはTXのマスコットキャラクタースピーフィと路線図がモチーフで記念カードは違う絵柄であった。
2007年（平成19年）3月18日、ICカード「PASMO」を導入し、2008年（平成20年）3月14日の終電をもってパスネットの自動改札機利用を終了した。残額のあるTXカードは同年3月15日以降無手数料での払い戻しや、PASMOへ残額の移行を行っているほか、自動券売機での切符の購入、自動精算機、有人改札での乗り越し精算でそれぞれ引き続き利用できる。
TXカードは、券売機等での利用を2015年（平成27年）3月31日に終了し、払い戻しの取り扱いを資金決済に関する法律に基づいて2018年1月31日をもって終了することが発表されている。

## 携帯電話・無線LANサービス
地下区間を含む全線の走行中の車内で、全携帯電話事業者の電波が受信可能であると宣伝しているが、Y!mobileのPHSサービスは対象外で地下の駅間など使用できない区間がある。
TX-2000系電車の車内で公衆無線LANが利用できる。開業時から2006年（平成18年）7月まで車内で無線LANによるインターネット接続のモニターテストが行なわれ、同年8月24日からMzoneのサービスが開始された。
しかし、2022年（令和4年）12月に、列車内および駅構内で提供中の公衆無線LANサービスの一部が終了することになった。列車内では全てが、駅構内ではNTTドコモの「d Wi-Fi」が提供を終えた。なお、駅構内の「TX free Wi-Fi」や、「Japan Wi-Fi auto-connect」、「TOKYO free Wi-Fi」は提供を継続している。

## 乗車人員
・・は前年度に比較した増（）・減（）・増減なし（）を表す。
| 順位 | 駅名                   | 人数 （人） | 前年比 （%） | 前年 順位 | 前年人数 （人） | 所在地               | 備考                                 |
| ---- | ---------------------- | ----------- | ------------ | --------- | --------------- | -------------------- | ------------------------------------ |
| 1    | 秋葉原駅               | 58,295      | 12.1         | 1         | 52,007          | 東京都千代田区       |                                      |
| 2    | 北千住駅               | 50,323      | 8.2          | 2         | 46,489          | 東京都足立区         |                                      |
| 3    | 流山おおたかの森駅     | 41,074      | 9.0          | 3         | 37,690          | 千葉県流山市         |                                      |
| 4    | 南流山駅               | 37,577      | 7.6          | 4         | 34,909          | 千葉県流山市         |                                      |
| 5    | 八潮駅                 | 24,132      | 7.9          | 5         | 22,357          | 埼玉県八潮市         | 他社との乗換路線がない駅としては最多 |
| 6    | 守谷駅                 | 23,758      | 8.4          | 6         | 21,927          | 茨城県守谷市         |                                      |
| 7    | 新御徒町駅             | 21,433      | 11.9         | 7         | 19,160          | 東京都台東区         |                                      |
| 8    | 柏の葉キャンパス駅     | 18,724      | 8.6          | 8         | 17,241          | 千葉県柏市           |                                      |
| 9    | つくば駅               | 17,273      | 12.1         | 9         | 15,413          | 茨城県つくば市       |                                      |
| 10   | 六町駅                 | 16,173      | 8.8          | 10        | 14,867          | 東京都足立区         |                                      |
| 11   | 三郷中央駅             | 15,114      | 6.4          | 11        | 14,201          | 埼玉県三郷市         |                                      |
| 12   | 浅草駅                 | 11,199      | 20.8         | 12        | 9,273           | 東京都台東区         |                                      |
| 13   | 柏たなか駅             | 7,565       | 7.8          | 13        | 7,016           | 千葉県柏市           |                                      |
| 14   | 研究学園駅             | 7,491       | 11.0         | 14        | 6,749           | 茨城県つくば市       |                                      |
| 15   | 青井駅                 | 6,445       | 5.8          | 15        | 6,090           | 東京都足立区         |                                      |
| 16   | 南千住駅               | 6,249       | 10.2         | 16        | 5,672           | 東京都荒川区         | 快速停車駅としては最も少ない         |
| 17   | みらい平駅             | 5,811       | 10.3         | 17        | 5,266           | 茨城県つくばみらい市 |                                      |
| 18   | みどりの駅             | 5,331       | 10.2         | 19        | 4,838           | 茨城県つくば市       |                                      |
| 19   | 流山セントラルパーク駅 | 5,317       | 8.8          | 18        | 4,888           | 千葉県流山市         |                                      |
| 20   | 万博記念公園駅         | 3,546       | 9.7          | 20        | 3,233           | 茨城県つくば市       |                                      |

## 不祥事
2005年（平成17年）から2019年（平成31年・令和元年）までの期間、TX沿線に関する新聞記事の切り抜きを社内の情報共有サイト（イントラネット）へ無断で掲載していたとして、2020年（令和2年）、中日新聞社（東京新聞を発行）と日本経済新聞社から著作権侵害訴訟を受けた。東京地裁は2022年（令和4年）10月6日に中日新聞社へ192万3千円、10月30日に日本経済新聞社へ459万5千円の支払いを命じた。その後控訴され、2023年6月8日、二審の知財高裁は首都圏新都市鉄道に対し、中日新聞社へ133万4千円（無断掲載記事232本×5千円＝116万円。および弁護士費用17万4千円）、日本経済新聞社へ696万円（無断掲載記事1,266本×5千円＝633万円。および弁護士費用63万円）の支払いを命じた。その後、首都圏新都市鉄道と中日新聞社の双方が上告。2024年（令和6年）4月25日、最高裁は上告を棄却し二審判決が確定した。
2023年（令和5年）10月25日、上掲と同様の内容により、共同通信社が首都圏新都市鉄道を著作権侵害で提訴した。